# Writing's on the Wall
"Writing's on the Wall" is een single van de Engelse zanger Sam Smith uit 2015. De single is de titelsong van de 24e James Bondfilm Spectre, die in oktober 2015 in première ging. Begin 2016 werd het nummer bekroond met zowel een Golden Globe als Oscar.

## Achtergrond
Reeds in november 2014 beweerde de Amerikaanse krant The New York Post dat Sam Smith de titelsong van de 24e James Bondfilm zou zingen. Volgens de Britse krant The Guardian werden aanvankelijk ook Lana Del Rey en Rita Ora overwogen en was het filmproducente Barbara Broccoli die uiteindelijk voor Smith koos. In mei 2015 moest de Britse zanger enkele optredens annuleren door een keeloperatie. Twee maanden later dook het gerucht op dat zangeres Ellie Goulding gekozen was om de titelsong te zingen. De zangeres werd door Smith zelf aangeduid als de uitverkorene en stuurde bovendien via Twitter de tekst "Live and Let Die", een verwijzing naar de gelijknamige Bondfilm uit 1973 en bijhorende titelsong van Paul McCartney en Wings, de wereld in. Ondertussen ontkende Smith ook betrokken te zijn bij het project. In diezelfde periode dook ook het gerucht op dat de titelsong gezongen zou worden door de Britse groep Radiohead. Dat gerucht werd versterkt toen iemand via een gokkantoor een hoog bedrag (27.000 euro) inzette op de voorspelling dat het nummer door Radiohead gezongen zou worden. Op 7 september 2015 raakte bekend dat Smith de titelsong had ingezongen. Smith plaatste een foto op Instagram van een ring met het octopuslogo van Spectre om het nieuws bekend te maken. Een dag later werd de titel, "Writing's on the Wall", onthuld. Enkele weken later gaf Goulding toe dat ze "al een eeuwigheid" wist dat Smith het nummer zou zingen. Op 25 september 2015, om 7.45 UTC+1, ging het nummer in première op BBC Radio 1.

## Hitnoteringen
"Writing's on the Wall" kwam begin oktober op de hoogste positie binnen in de UK Singles Chart en werd daardoor de eerste James Bond-titelsong die in het Verenigd Koninkrijk een nummer 1-hit werd. In België kwam het nummer binnen op de dertiende plaats in de Ultratop 50, in Nederland op de 32e plaats in de Single Top 100.
Begin 2016 werd het nummer bekroond met zowel een Golden Globe als Oscar.

### Nederlandse Top 40
| Hitnotering: 10-10-2015 t/m 07-11-2015 | Hitnotering: 10-10-2015 t/m 07-11-2015 | Hitnotering: 10-10-2015 t/m 07-11-2015 | Hitnotering: 10-10-2015 t/m 07-11-2015 | Hitnotering: 10-10-2015 t/m 07-11-2015 | Hitnotering: 10-10-2015 t/m 07-11-2015 | Hitnotering: 10-10-2015 t/m 07-11-2015 |
| Week:                                  | 1                                      | 2                                      | 3                                      | 4                                      | 5                                      |                                        |
| -------------------------------------- | -------------------------------------- | -------------------------------------- | -------------------------------------- | -------------------------------------- | -------------------------------------- | -------------------------------------- |
| Positie:                               | 37                                     | 35                                     | 36                                     | 39                                     | 40                                     | uit                                    |

### NederlandseSingle Top 100
| Positie: | 32 | 58 | 57 | 63 | 56 | 48 | 41 | 51 | 64 | 63 | 93 | uit |

### 3FM Mega Top 50
| Hitnotering: 03-10-2015 t/m 17-10-2015 | Hitnotering: 03-10-2015 t/m 17-10-2015 | Hitnotering: 03-10-2015 t/m 17-10-2015 | Hitnotering: 03-10-2015 t/m 17-10-2015 | Hitnotering: 03-10-2015 t/m 17-10-2015 |
| Week:                                  | 1                                      | 2                                      | 3                                      |                                        |
| -------------------------------------- | -------------------------------------- | -------------------------------------- | -------------------------------------- | -------------------------------------- |
| Positie:                               | 35                                     | 42                                     | 50                                     | uit                                    |

### VlaamseUltratop 50
| Positie: | 13 | 7 | 13 | 16 | 17 | 9 | 5 | 7 | 12 | 12 | 16 | 19 | 21 | 38 | uit |

### NPO Radio 2 Top 2000
| Nummer met noteringen in de NPO Radio 2 Top 2000 | '15  | '16 | '17  |
| ------------------------------------------------ | ---- | --- | ---- |
| Writing’s on the Wall                            | 1390 | -   | 1788 |

1. ↑  Een '-' betekent dat het nummer niet was genoteerd en een vetgedrukt getal geeft de hoogste notering aan.
2. ↑  2015 was het eerste jaar met een notering voor dit nummer.
3. ↑  Deze tabel is bijgewerkt tot en met de laatste editie (2024).

## Trivia
De titel "Writing's on the Wall" is eveneens een quote van James Bond in de film GoldenEye (1995). Het hoofdpersonage werd toen vertolkt door Pierce Brosnan.